# Episodi de La fantastica signora Maisel (seconda stagione)
La seconda stagione della serie televisiva La fantastica signora Maisel (The Marvelous Mrs. Maisel), composta da 10 episodi, è stata resa disponibile negli Stati Uniti su Amazon Prime Video il 4 dicembre 2018 mentre in Italia è stata pubblicata il 5 dicembre 2018 in lingua originale e il 15 febbraio 2019 col doppiaggio italiano.
| n° | Titolo originale                   | Titolo italiano                    | Pubblicazione USA | Pubblicazione Italia |
| -- | ---------------------------------- | ---------------------------------- | ----------------- | -------------------- |
| 1  | Simone                             | Simone                             | 4 dicembre 2018   | 15 febbraio 2019     |
| 2  | Mid-way to Mid-town                | A metà strada per il centro        | 4 dicembre 2018   | 15 febbraio 2019     |
| 3  | The Punishment Room                | La stanza delle punizioni          | 4 dicembre 2018   | 15 febbraio 2019     |
| 4  | We're Going to the Catskills!      | Andiamo sulle Catskill!            | 4 dicembre 2018   | 15 febbraio 2019     |
| 5  | Midnight at the Concord            | Mezzanotte al Concord              | 4 dicembre 2018   | 15 febbraio 2019     |
| 6  | Let's Face the Music and Dance     | Let's Face the Music and Dance     | 4 dicembre 2018   | 15 febbraio 2019     |
| 7  | Look, She Made a Hat               | Guarda, ha fatto un cappello       | 4 dicembre 2018   | 15 febbraio 2019     |
| 8  | Someday...                         | Un giorno...                       | 4 dicembre 2018   | 15 febbraio 2019     |
| 9  | Vote for Kennedy, Vote for Kennedy | Vota per Kennedy, vota per Kennedy | 4 dicembre 2018   | 15 febbraio 2019     |
| 10 | All Alone                          | Da sola                            | 4 dicembre 2018   | 15 febbraio 2019     |

## Simone
- Titolo originale: Simone
- Diretto da: Amy Sherman-Palladino
- Scritto da: Amy Sherman-Palladino

## A metà strada per il centro
- Titolo originale: Mid-way to Mid-town
- Diretto da: Amy Sherman-Palladino
- Scritto da: Amy Sherman-Palladino

## La stanza delle punizioni
- Titolo originale: The Punishment Room
- Diretto da: Scott Ellis
- Scritto da: Daniel Palladino

## Andiamo sulle Catskill!
- Titolo originale: We're Going to the Catskills!
- Diretto da: Daniel Palladino
- Scritto da: Daniel Palladino
- Guest star: Zachary Levi

## Mezzanotte al Concord
- Titolo originale: Midnight at the Concord
- Diretto da: Amy Sherman-Palladino
- Scritto da: Amy Sherman-Palladino

## Let's Face the Music and Dance
- Titolo originale: Let's Face the Music and Dance
- Diretto da: Daniel Palladino
- Scritto da: Daniel Palladino

## Guarda, ha fatto un cappello
- Titolo originale: Look, She Made a Hat
- Diretto da: Jamie Babbit
- Scritto da: Amy Sherman-Palladino

## Un giorno...
- Titolo originale: Someday...
- Diretto da: Jamie Babbit
- Scritto da: Kate Fodor

## Vota per Kennedy, vota per Kennedy
- Titolo originale: Vote for Kennedy, Vote for Kennedy
- Diretto da: Daniel Palladino
- Scritto da: Daniel Palladino

## Da sola
- Titolo originale: All Alone
- Diretto da: Amy Sherman-Palladino
- Scritto da: Amy Sherman-Palladino